# Wallburg in Bródno
Die Wallburg in Bródno (polnisch Gród na Bródnie) war Bestandteil der ersten bekannten befestigten Siedlung (nach einem dort verlaufenden Fluss als Stare Bródno bezeichnet) auf dem Gebiet des heutigen Warschaus. Die im Zentrum der Siedlung stehende Anlage war ein typischer slawischer Burgwall aus dem Mittelalter. Heute befindet sich an der Stelle der Anlage ein Waldpark. Die Fundstätte wird vom Archäologischen Museum Warschaus betreut.

## Lage

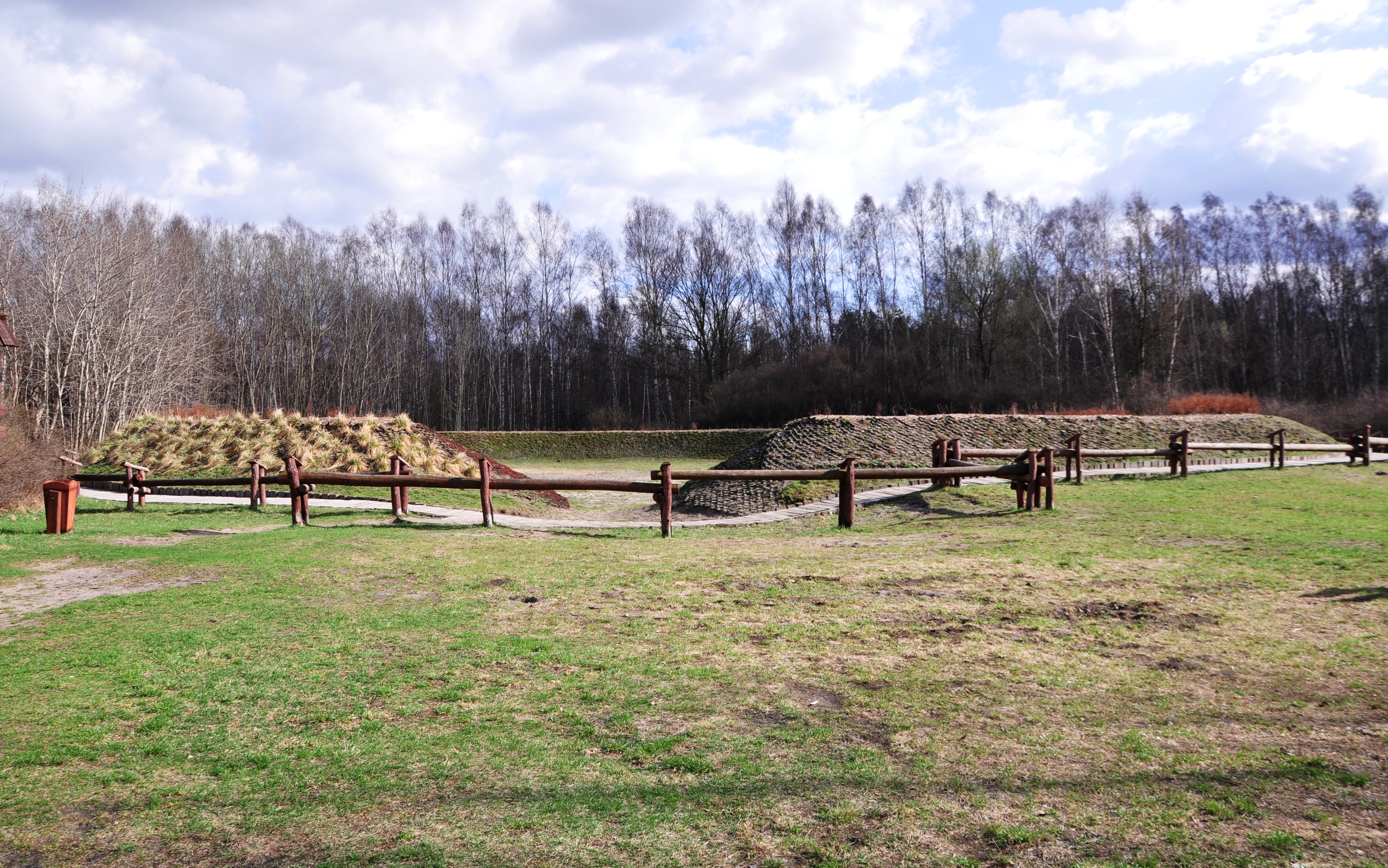
Die in Form eines ringförmigen Walles in ihrem Umfang heute dargestellte Anlage

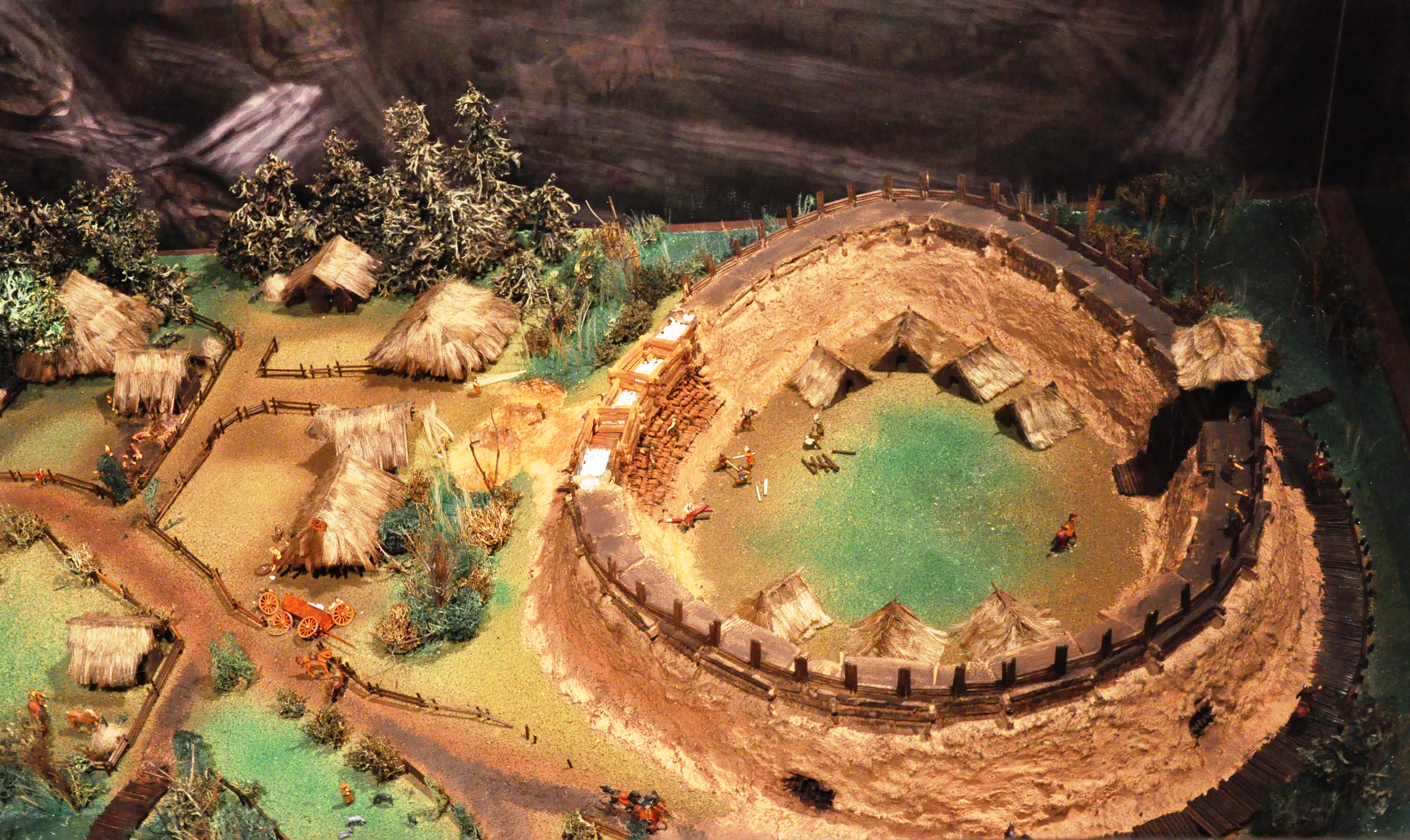
Modell der Anlage im Archäologischen Museum in Warschau

Die Reste der Wallburg im Waldpark „Park Leśny Bródno“ (auch: Las Bródnowski oder Lasek Bródnowski) an der Ludwika Kondratowicza nahe der Kreuzung mit der Św. Wincentego in Bródno am westlichen Rand des Waldes sind über einen ausgeschilderten Fußweg erreichbar. Rund 500 Meter westlich der Wallburg befand sich am ostwärtigen Rand des Waldparks das Fort Lewicpol der Warschauer Festungsanlagen, ein heute noch militärisch genutztes Gebiet.

## Geschichte
Die Anlage wurde vermutlich bereits im 9. Jahrhundert auf einer Erhöhung in (heute nicht mehr existierendem) sumpfigem Gelände errichtet. Der Ringwall – aus einer Holzkonstruktion und Erde errichtet – hatte eine Höhe von rund 6 Metern und eine Breite von 8,5 Metern an der Basis. Die ovale Festung hatte einen Durchmesser von 40 × 47 Metern. Der ebenerdige Zugang in Form eines Durchbruches des Walles wurde von einem Holztor sowie einem kleinen Turm geschützt. Die Anlage diente als Zufluchtsort bei Angriffen. Der Hof war weitgehend unbebaut, allenfalls einfache Schutzkaten standen hier. Außerhalb der Burg gab es hölzerne Wohnhäuser und Werkstätten. Die Bewohner der Ortschaft waren Bauern, Sammler, Jäger und Handwerker. Ausgrabungen förderten auch Reste von Messern, Schleif- und Feuersteinen zutage, die auf eine Handelstätigkeit der Bevölkerung schließen lassen. In der Umgebung wurden Hirse, Roggen, Gerste, Weizen, Gemüse und Hanf angebaut und verarbeitet. Ziegen, Kühe, Schafe, Schweine und Hühner wurden gezüchtet. Das Handwerk erzeugte hier Keramik und Stoffe (Weberei), es wurden Holz und Metall (Schmiede und Verhüttung) bearbeitet.
Zu ihrer Zeit war die Wallburg das Zentrum des lokalen Kastellanei-Gebietes der hier herrschenden Piasten. So unterstand in der zweiten Hälfte des 10. Jahrhunderts auch das Dorf Zielonka der Burg, die zu der Zeit dem Fürsten Siemomysław gehörte. Die Anlage wurde zu Beginn des 11. Jahrhunderts – vermutlich im Rahmen der Unabhängigkeitsbestrebungen des Miecław – durch Feuer zerstört. Die naheliegende Siedlung existierte noch bis zum Ende des Jahrhunderts.
Anfang des 20. Jahrhunderts wurden erste Spuren der Anlage gefunden, bei systematischen Ausgrabungen in den Jahren 1949/1950 wurden Reste der Burgtore, Holzkisten für Getreide sowie Reste von Hütten außerhalb der Burg gefunden.